# 甲武トンネル
甲武トンネル（こうぶトンネル）は、東京都西多摩郡檜原村と山梨県上野原市を結ぶ、山梨県道・東京都道33号上野原あきる野線上の道路トンネルである。

## 概要
全長954m。この北側にある栗坂トンネル（全長209m,幅・高さ同様,1985年竣工）とともに笹尾根を貫いて通じている。
東京都で唯一の村である西多摩郡檜原村（ひのはらむら）と、山梨県の上野原市の棡原（ゆずりはら）地区とを結ぶ都県道の唯一かつ最高地点にあるトンネルである。
トンネルの名称の「甲武」とは、甲州（山梨県）と武州（関東地方）をつなぐという意味合いからでている。地域交流の期待を込められている。
昔から、棡原と檜原の間の国境にある海抜900mを越える険しい峠を越えては、御岳講、浅間講の旅人や行商人が行き交っていた。

## 沿革
1990年に開通した。